# SAR-Klasse 20
Die Lokomotive der Klasse 20 der South African Railways (SAR) war eine Dampflokomotive mit der Achsfolge 1’E1’ (Santa Fe). Das Einzelstück mit der Bahnnummer 2485 wurde 1935 in den Werkstätten der SAR gebaut. Bekannt wurde die Maschine durch ihren späteren Umbau in eine Kondensationslokomotive.

## Entstehung
Die Klasse 20 war in der Absicht entstanden, eine möglichst leistungsfähige, aber nicht gelenkige Lokomotive mit 12 t Achslast zu bauen. Vorgesehen war der Einsatz in Südwestafrika, wo relativ leichte Schienen verlegt waren.
Die Lokomotive wurde in den SAR-Werkstätten in Pretoria gebaut und war eine Kombination verschiedener von anderen Lokomotiven stammender Teile. Die Kuppelradsätze stammten von verschrotteten Lokomotiven der Klasse 8 und der Kessel von einer Maschine der Klasse 19A, die ihrerseits einen neuen Standardkessel erhalten hatte. Die Zylinderblöcke und der Barrenrahmen wurden neu gefertigt, wobei die Zylinder bis auf den reduzierten Kolbenhub denen der Klasse 19C entsprachen und wie diese mit einer Caprotti-Ventilsteuerung versehen waren. 
Die Lokomotive war eine von nur vier fünffach gekuppelten Schlepptenderlokomotiven in Südafrika. Die anderen drei bildeten die Klassen  18 und 21.
Die Nr. 2485 wurde 1935 in Dienst gestellt. Sie erwies sich aus außerordentlich gelungene Konstruktion, die mit den Einsätzen in Südwestafrika unterfordert war. Deshalb wurde sie schließlich in Pretoria stationiert, wo der Lokomotive angemessene Lasten befördert werden konnten. Die vorgesehenen Aufgaben in Südwestafrika übernahmen nach dem Krieg die Lokomotiven der Klasse 24. 

## Umbau
Schon vor dem Zweiten Weltkrieg war die SAR auf die nach Argentinien, die Sowjetunion und den Irak gelieferten Kondensationslokomotiven der Henschel-Werke aufmerksam geworden. Es wurde geplant, eine Lokomotive der Klasse 12A entsprechend umzubauen, aber der Krieg beendete die Pläne und ließ die Kontakte zu Henschel abbrechen.
Ende der 1940er Jahre wurde die ohnehin angespannte Wassersituation in der Karoo durch eine Trockenheit verschärft, und die SAR griff die Idee einer Kondensationslokomotive wieder auf. 1948 wurde entschieden, die Lokomotive der Klasse 20, die trotz ihrer guten Leistungen ein Einzelstück geblieben war, zur Erprobung der Technologie entsprechend umzubauen, und bei Henschel wurde ein Kondenstender bestellt. 
Dieser basierte auf einem noch vorhandenen 2'3'T16 Kon. für die Kriegslokomotiven der Baureihe 52 Er wurde verlängert, um die für den Einsatz unter den klimatischen Bedingungen in Süd- und Südwestafrika notwendige Vergrößerung der Kühlfläche unterbringen zu können, und erhielt zwei dreiachsige Drehgestelle für Kapspur. Anders als bei den Kriegslokomotiven wurde Kupfer statt Stahl für die Kondensatoren verwendet. Der Tender wurde so konstruiert, dass er außer an der Klasse 20 auch an entsprechend modifizierten Lokomotiven der Klassen 19D und 24 verwendet werden hätte können, wozu es aber nie gekommen ist.
Die Lokomotive selbst erhielt eine Saugzugturbine, die weitgehend der der Baureihe 52 Kon. entsprach. Der Tender und die Zubehörteile trafen 1950 in Südafrika ein, und der Umbau der Nr. 2485  erfolgte der Lehrlingswerkstatt der SAR in Pretoria. 

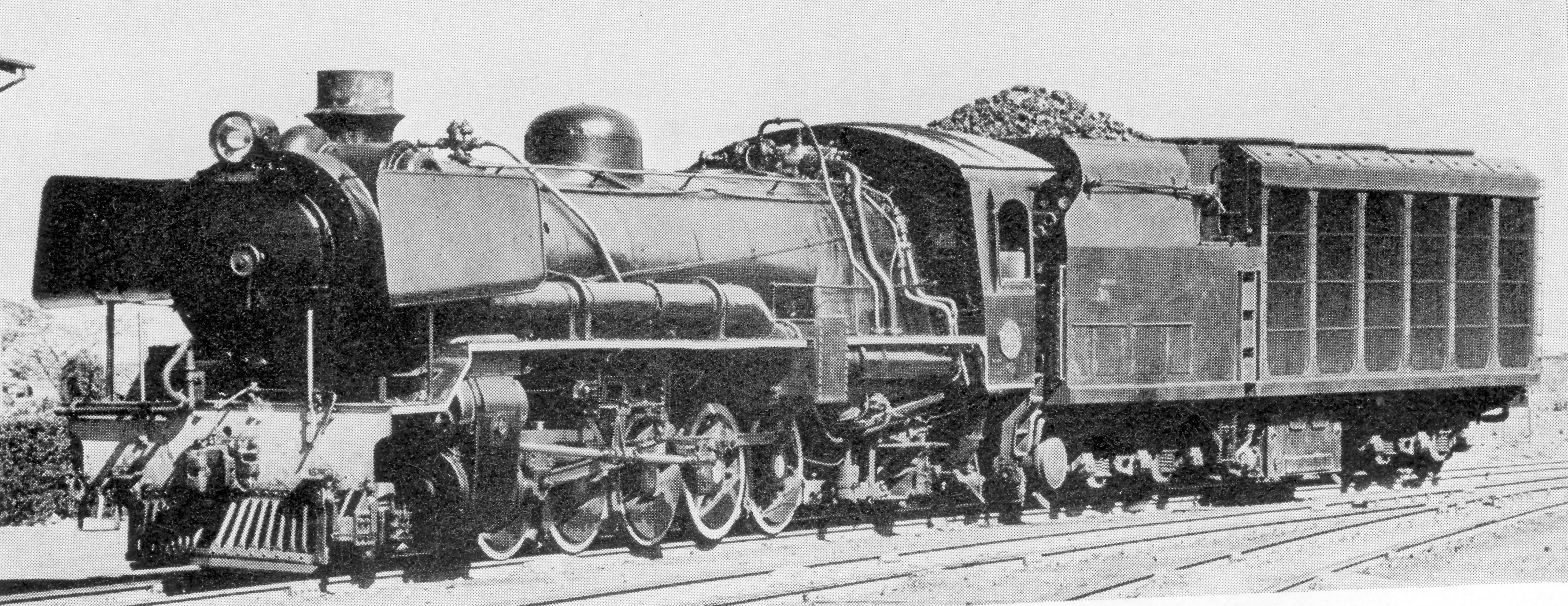
class 20 nach dem Umbau mit Kondenstender

Die ersten Fahrten fanden Mitte des Jahres in Transvaal statt. 1951 wurden Probefahrten unter extremen Bedingungen (bis zu 40 °C im Schatten) in Südwestafrika durchgeführt, sowie Fahrten in der Karoo und im östlichen Transvaal. Die Versuche ergaben eine Wasserersparnis zwischen 88 und 93 % sowie einen geringeren Kohlenverbrauch wegen des nach der Kondensation etwa 90 °C warmen Speisewassers. Die Reichweite der Lokomotive lag abhängig von den Einsatzbedingungen zwischen 650 und 1100 km. Ende 1951 wurde die Lok nach Touws Rivier in der Karoo verlegt, weiter erprobt und gelegentlich auch im Plandienst eingesetzt. 
Die erfolgreichen Versuche führten zur Entwicklung der deutlich größeren Kondensationslokomotiven der Klasse 25, die 1953 eingeführt wurden. Im gleichen Jahr kam die Nr. 2485 in den normalen Betriebsdienst nach De Aar, von wo aus sie auf der Strecke nach Windhoek eingesetzt wurde. Sie blieb bis 1958 im Einsatz und wurde 1961 verschrottet. 